# Иља дос Португезес
Иља дос Португезес (порт. Ilha dos Portugueses) или Острво слонова (порт. ilha dos Elefantes; како је познато у старијој литератури) малено је суптропско острво смештено у североисточном делу Мапутског залива Индијског окена, на крајњем југу Мозамбика. Острво се налази на свега двестотињак метара северно од острва Ињака, а административно припада граду Мапуту који се налази неких тридесетак километара западније.
Острво је ненасељено и законом је заштићено као природни резерват. Уз северну обалу острва се налази малена лагуна са разноврсним коралима. У периоду од XVI до XIX века острво је било важна станица за трговину слоновачом.
Данас је острво под директном заштитом Института за биологију мора (порт. Estação de Biologia Marítima) са седиштем на Ињаки.